# Blepisanis circumdata
Blepisanis circumdata là một loài bọ cánh cứng trong họ Cerambycidae.